# Wiesbadener Volksbank

Logo 2020

Die Wiesbadener Volksbank eG ist eine Genossenschaftsbank und hat ihren Sitz in der hessischen Landeshauptstadt Wiesbaden. Das Geschäftsgebiet der Bank umfasst neben dem Wiesbadener Stadtgebiet auch die meisten Wiesbadener Vororte (mit Ausnahme der ehemaligen Mainzer Vororte Mainz-Amöneburg, Mainz-Kastel und Mainz-Kostheim, die von der Volksbank Darmstadt Mainz bedient werden) sowie Teile des Untertaunus um Taunusstein und Idstein sowie den vorderen Rheingau mit Eltville am Rhein. Die Wiesbadener Volksbank ist eine der ältesten hessischen Genossenschaftsbanken, zu ihr gehört seit 2021 auch die Bank für Orden und Mission.

## Geschichte
Die Geschichte der Bank beginnt mit der Gründung des Wiesbadener Vorschussvereins im Jahr 1860, aus dem die spätere Wiesbadener Bank hervorgeht. Die Gründung des Vorschussvereines war eine der ersten im Herzogtum Nassau. Bereits 1893 hatte der Verein 400 Mitglieder und war mit einem Kreditvolumen von 196.266 Gulden der mit Abstand größte Vorschussverein des Herzogtums.
1863 wurden die Genossenschaft Wiesbadener Bank eGmbH und die spätere Volksbank (Wiesbaden-)Biebrich gegründet. 1865 folgte die Gründung der Vereinsbank Wiesbaden. Diese drei Banken bestanden bis zu ihren Fusionen eigenständig nebeneinander, wobei zu erwähnen ist, dass der heutige Stadtteil Wiesbaden-Biebrich bis 1926 eine von Wiesbaden unabhängige Stadt war und ein Zusammenschluss mit der Biebricher Volksbank bis dato außer Frage stand.
Die Wiesbadener Bank und die Vereinsbank Wiesbaden fusionierten 1969 zur Wiesbadener Vereinsbank. 1973 schloss sich die Volksbank Wiesbaden-Biebrich mit der Wiesbadener Vereinsbank zur Wiesbadener Volksbank zusammen.
Weitere Fusionen erfolgten mit der Volksbank Bad Schwalbach 1988, der Waren-Kreditgenossenschaft WKG 1989, der Raiffeisenbank Wiesbaden 2001 sowie der Raiffeisenbank (Wiesbaden-)Frauenstein 2002 und der Volksbank Eltville 2009.
Am 30. Oktober 2020 gab die Bank ihre Verschmelzung mit der VR Bank Untertaunus bekannt. Nach dem Zustimmen der Vertreterversammlungen beider Banken wurde die Fusion zum 1. Januar 2021 wirksam. Mit der VR Bank Untertaunus übernahm die Wiesbadener Volksbank auch deren Bank für Orden und Mission als Zweigniederlassung.

## Genossenschaftliche Finanzgruppe
Die Wiesbadener Volksbank ist Teil der genossenschaftlichen Finanzgruppe und Mitglied der Sicherungseinrichtung des Bundesverbandes der Deutschen Volksbanken und Raiffeisenbanken und arbeitet als Allfinanzanbieter mit genossenschaftlichen Spezialinstituten zusammen. Dazu gehören unter anderem die DZ Bank, die R+V Versicherung, die Bausparkasse Schwäbisch Hall, die Teambank und die Union-Investment-Gruppe.

## Bank für Orden und Mission
Die Bank für Orden und Mission ist eine Zweigniederlassung der Wiesbadener Volksbank und hat ihren Sitz ebenfalls in Wiesbaden. Die Bank wurde im Jahr 2003 gegründet, nach eigenen Angaben auf Initiative der Missionszentrale der Franziskaner in Bonn.
Aus Sicht der ursprünglichen Mutterbank, der VR Bank Untertaunus eG, war dies ein Einstieg in das seinerzeit neue Marktsegment der ethischen Investments, um die eigene Geschäftsbasis überregional zu erweitern. Die Zweigniederlassung betreibt kein Kreditgeschäft.

### Ethische Geldanlage
Die Bank für Orden und Mission verspricht allen Kunden, bei einer Geldanlage nicht nur wirtschaftliche, sondern auch ökologische, soziale und kulturelle Aspekte zu berücksichtigen. Die Geldanlagen erfolgen im Einklang mit den Grundsätzen des Franziskanerordens sowie dem Kriterienkatalog des Frankfurt-Hohenheimer Leitfadens von 1997 und der Darmstädter Definition nachhaltiger Geldanlagen.
Zur Auswahl potenzieller Anlagetitel arbeitet die Bank für Orden und Mission mit der Ratingagentur Oekom Research zusammen.

### Wirtschaftliche Entwicklung
Die Geschäftszahlen der Bank für Orden und Mission sind vollständig in die Jahresbilanzen der Wiesbadener Volksbank integriert. Die Bank führte 2018 1.206 Konten und Depots mit einem Gesamtvolumen von 32,3 Mio. EUR.
Vom nicht-veröffentlichten Geschäftsgewinn der Bank für Orden und Mission wird ein Anteil für die weltweiten Hilfsprojekte der Missionszentrale der Franziskaner gespendet. Kunden können auf die Auszahlung von Zinserträgen verzichten, welche dann von der Bank als Spende an die Missionszentrale der Franziskaner zugeleitet werden.

## Mitgliedschaft
Als Genossenschaftsbank ist die Wiesbadener Volksbank nicht auf Gewinnmaximierung ausgerichtet, sondern dient in erster Linie den Interessen ihrer Mitglieder. Mitglied kann jede Privatperson, Personengesellschaft oder juristische Person des privaten und öffentlichen Rechts werden, die einen Geschäftsanteil im Wert von 50 Euro zeichnet und Kunde ist. Stand Dezember 2022 liegt die Dividende bei 3 Prozent.